# Аль-Мурада
Спортивный клуб Аль-Мoурада — один из самых известных футбольных клубов в Судане. Основан в 1925 году, официально зарегистрирован в 1927 году. Несколько раз команда участвовала в Лиге чемпионов КАФ, Кубке КАФ и Арабской лиге чемпионов, становилась победителем Кубка Судана 6 раз и Премьер-лиги Судана (чемпионат) 1 раз. Команда известна под прозвищами «каракир» и «третье ребро суданского футбола», так как была одна из трёх сильнейших команд этой страны наряду с Аль-Хилялем и Аль-Меррейх.

## История основания
Истоки появления Аль-Моурады относятся в 1912 году. На начальном этапе соперничество происходило между тремя командами: Хиллят аль-Бахр и командой из района Аль-Моурада, а также командой Калб аль-Асад. Официально клуб зарегистрирован в 1927 году. Также Аль-Моурада считается одним из основателей Премьер-лиги Судана в 1996 году.

## Эмблема
Якорь — символ команды на протяжении истории, а красный и синий — её цвета. Красный символизирует сам якорь, а синий — поднимающийся дым. Якорь или «гильб» на местном диалекте имеет любопытную историю: правитель Омдурмана был против того, чтобы Аль-Моурада носила выбранную ею эмблему, так как она была идентична эмблеме Военного факультета. Основатели клуба выступили против отказа или кардинального изменения его знамя и нанесли на него якорь для того, чтоба оно стало отличным от эмблемы Военного факультета. Выбор якоря был неслучайным: в родном районе команды на побережье Нила располагался небольшой порт («моурад»), в котором останавливались корабли, приплывавшие с севера и юга Судана с различными богатствами для всего Омдурмана. Местом их остановки был именно района Аль-Моурада. Его имя и, соответственно, имя клуба происходит от «моурад», в который доставляли всевозможные товары.

## Вылет и возвращение в Премьер-лигу
В сезоне 2013 Аль-Моурада впервые в истории вылетела из Премьер-лиги после поражения от Аль-Хиляля со счётом 0-2 в предпоследнем туре чемпионата. Клуб занял предпоследнее 13 место с 17 очками в итоговой таблице турнира, ознаменовавшегося для Аль-Моурады целой серией отрицательных результатов. Спустя пять сезонов команда смогла вернуться в этот турнир в 2018 году после победы над клубом Нил Хальфа со счётом 2-0 в рамках стыковых матчей за выход в Премьер-лигу.

## Участие в африканских и арабских трунирах

Якорь является историческим символом Аль-Моурады

В сезоне 2013 Аль-Моурада впервые в истории вылетела из Премьер-лиги после поражения от Аль-Хиляля со счётом 0-2 в предпоследнем туре чемпионата. Клуб занял предпоследнее 13 место с 17 очками в итоговой таблице турнира.,                ознаменовавшегося для Аль-Моурады целой серией отрицательных результатов. Спустя пять сезонов команда смогла вернуться в этот турнир в 2018 году после победы над клубом Нил Хальфа со счётом 2-0 в рамках стыковых матчей за выход в Премьер-лигу.
Участие в африканских и арабских трунирах
1987: Кубок обладателей кубков КАФ.
1989: Лига чемпионов КАФ. В ходе турнира Аль-Моурада выбила египетский Замалек.
1968: Африканский Кубок клубных чемпионов.
1992: Кубок КАФ.
1994: Кубок КАФ, в котором команда дошла до стадии полуфинала благодаря победе над эфиопской командой Аль-Бунн, а также Арабский кубок в Дохе.
1989: Арабский кубок в Эр-Рияде.
1997: Кубок обладателей кубков КАФ, в котором команда дошла до стадии 1/8 финала после победы над клубом Аль-Фахуд из Кении. В том же году Аль-Моурада участвовала в Арабском кубке в Эр-Рияде и дошла до финала, одержав победу над 3 соперниками, в том числе Аль-Таи из Саудовской Аравии, в ворота которого (вратарь Мухаммад ад-Даайя) Аммар Абу Кадук забил его знаменитый гол.
2002: Последнее участие Аль-Моурады в международных турнирах и, соответственно, представление Судана на международной арене. Команда принимала участие в Кубке обладателей кубков КАФ и добралась до стадии 1/4 финала. На своём пути Аль-Моурада победила тунисский Хаммам — Лиф, став первой суданской командой в истории, победившей тунисскую команду и дома, и на выезде в международном турнире.
В середине 90-ных Аль-Моурада принимала также участие в Клубном кубке КЕСАФА. Клуб считается одним из основателей Премьер-лиги Судана в 1996 году.

## Титулы
Кубок провинции Хатрум — 1 раз (1968),
Чемпионат Судана — 1 раз (1968),
Кубок Судана — 5 раз (1989, 1995, 1997, 1998, 1999)